# Tratatul de la San Stefano

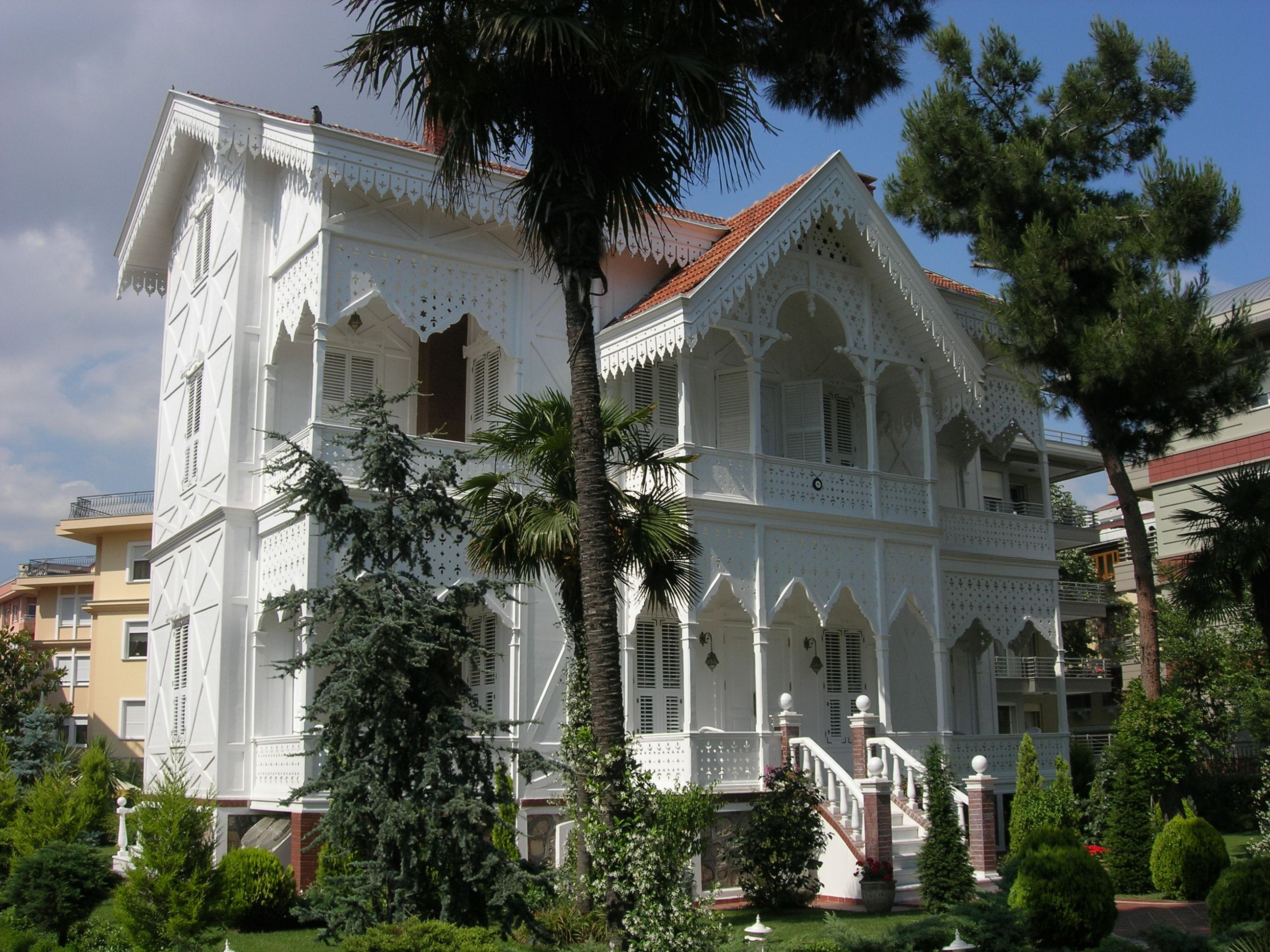
Casa unde a fost semnat tratatul de la San Stefano

Tratatul preliminar de la San Stefano a fost semnat de către Imperiul Rus și cel Otoman la 3 martie 1878, după încheierea războiului ruso-turc din 1877-1878. Din partea Rusiei au fost delegați contele Nicolai Pavlovici Ignatiev și Alexandr Nelidov, iar din partea Imperiului Otoman au participat ministrul de externe Safvet Pașa și ambasadorul în Germania, Sadullah Bey. Tratatul a fost semnat la San Stefano.
Tratatul a confirmat o serie de schimbări politice în Balcani, prin recunoașterea independenței mai multor state, inclusiv a României.

## Efecte

### Bulgaria

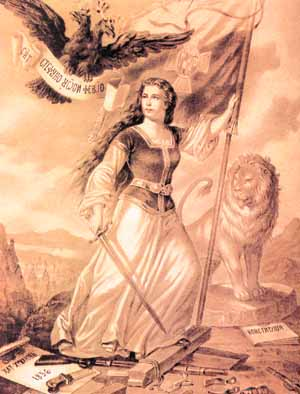
„Bulgaria Liberă”, litografie de Gheorghi Danciov.

Tratatul prevedea formarea unui principat bulgar autonom, care sa plăteasca tribut Porții, dar care avea dreptul la un guvern creștin și la o armată proprie. Teritoriul său includea câmpia dintre Dunăre și Munții Balcani (Stara Planina), regiunile Sofia, Pirot și null, Tracia de Nord, părți ale Traciei de Est și aproape întreaga Macedonie (articolul 6).
Conducătorul principatului urma să fie ales de poporul bulgar, aprobat de Imperiul Otoman și recunoscut de marile puteri. De asemenea, un consiliu al nobilimii urma să creeze o constituție proprie (articolul 7). Trupele otomane aveau sa părăsească Bulgaria, fiind înlocuite de trupele rusești, a căror ocupație urma să dureze doi ani (articolul 8).

### Serbia, Muntenegru și România
Sub premisele tratatului, independența Muntenegrului a fost recunoscută de către Imperiul Otoman (articolul 2), iar teritoriul său s-a dublat ca mărime, prin anexarea unor foste regiuni otomane precum Nikšić, Podgorica și Antivari (articolul 1).
Serbia a obținut, de asemenea, independența și a anexat orașele Niš și Leskovac (articolul 3).
Independența României a fost recunoscută de Imperiul Otoman (articolul 5). România a fost obligată să cedeze Rusiei Basarabia de Sud, dar , (conform articolului 19), a primit drept compensație partea din Dobrogea de la nord de linia ce trecea la sud de Rasova și la nord de Mangalia.

### Rusia și Imperiul Otoman
Pe lângă pierderile din Balcani, Imperiul Otoman a cedat Rusiei o serie de teritorii georgiene și armenești: Ardahan⁠(d), Artvin, Batumi, Kars, Oltu⁠(d) și Beyazid⁠(d) (articolul 19). De asemenea, Imperiul Otoman urma să înfăptuiască reforme în Bosnia și Herțegovina (articolul 14), precum și în Creta, Epir și Tesalia (articolul 15).
Strâmtorile Bosfor și Dardanele urmau să fie permanent deschise pentru nave neutre, atât pe timp de pace, cât și pe timp de război.

## Reacții internaționale
Marile puteri nu au fost satisfăcute de acest tratat, prin care Imperiul Țarist și-a extins influența în Balcani și Caucaz, iar Serbia se temea că apariția Bulgariei Mari îi va stânjeni interesele față de fostele și actualele teritorii otomane. Aceste motive au determinat Marile Puteri să obțină o revizuire a tratatului la congresul de la Berlin, și să-l înlocuiască cu tratatul de la Berlin. Prin tratatul de la Berlin,  a rezultat divizarea spațiului bulgar în două părți: partea de nord devine principatul Bulgariei, tributar la Poarta Otomană, dar încredințat unui principe creștin și partea sudică, Rumelia Orientală care rămânea provincie otomană însă autonomă și condusă de un guvernator creștin, numit de Poarta Otomană.
România, care a avut o contribuție semnificativă la victoria împotriva Imperiului Otoman, a fost extrem de dezamăgită de prevederile tratatului, considerând că articolul 19 încalcă tratatele antebelice româno-rusești care garantau integritatea teritorială a României.
Austro-Ungaria a fost dezamăgită pentru că tratatul nu îi permitea extinderea influenței asupra Bosniei și Herțegovinei.
Albanezii ce trăiau în provinciile controlate de Imperiul Otoman au protestat față de pierderea unui teritoriu pe care îl considerau al lor în favoarea Serbiei, Bulgariei și Muntenegrului și au înțeles că va trebui să se organizeze pe linii naționale pentru a obține ajutorul puterilor străine care căutau neutralizarea influenței Rusiei în regiune. Implicațiile tratatului au condus la formarea Ligii de la Prizren.
„Circulara Salisbury” din 1 aprilie 1878, emisă de secretarul britanic pentru afaceri externe, marchizul Robert Cecil de Salisbury, enunța obiecțiile sale și ale guvernului său față de tratatul de la San Stefano și față de poziția favorabilă în care o punea acesta pe Rusia.
Așa cum menționa în 1954 istoricul britanic A. J. P. Taylor⁠(d), „dacă tratatul de la San Stefano ar fi fost păstrat, atât Imperiul Otoman cât și Austro-Ungaria ar fi putut să supraviețuiască până în ziua de astăzi. Britanicii, cu excepția lui Disraeli în momentele lui mai fanteziste, se așteptau la mai puțin și deci au fost mai puțin dezamăgiți. Salisbury scria la sfârșitul lui 1878 că «vom restabili un fel de dominație turcească șubredă la sud de Balcani. Dar e doar o mică amânare. Nu a mai rămas nicio vitalitate în ei.»”

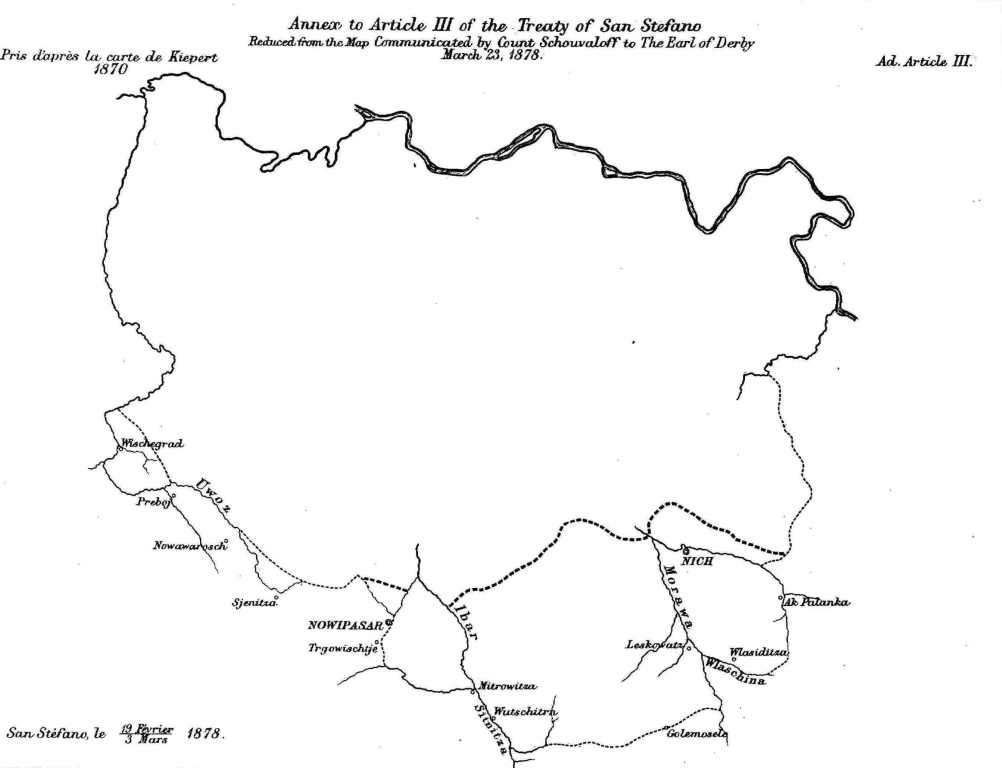
Anexă a tratatului, arătând schimbarile teritoriale suferite de Serbia.
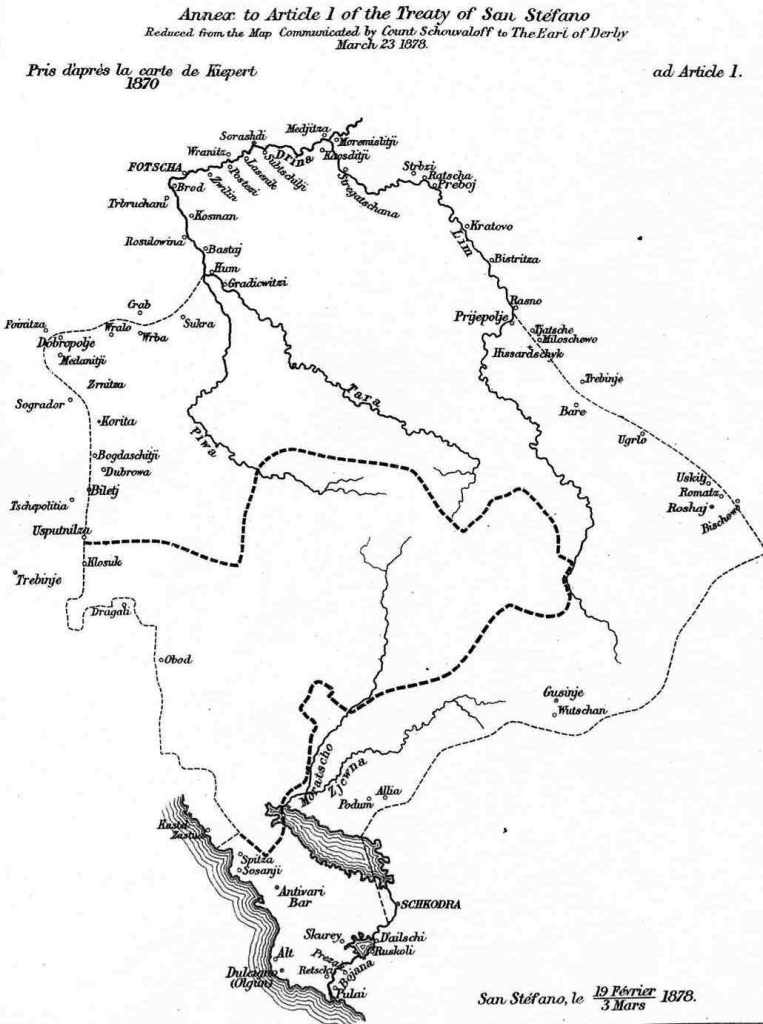
Anexă a tratatului, arătând schimbarile teritoriale suferite de Muntenegru.
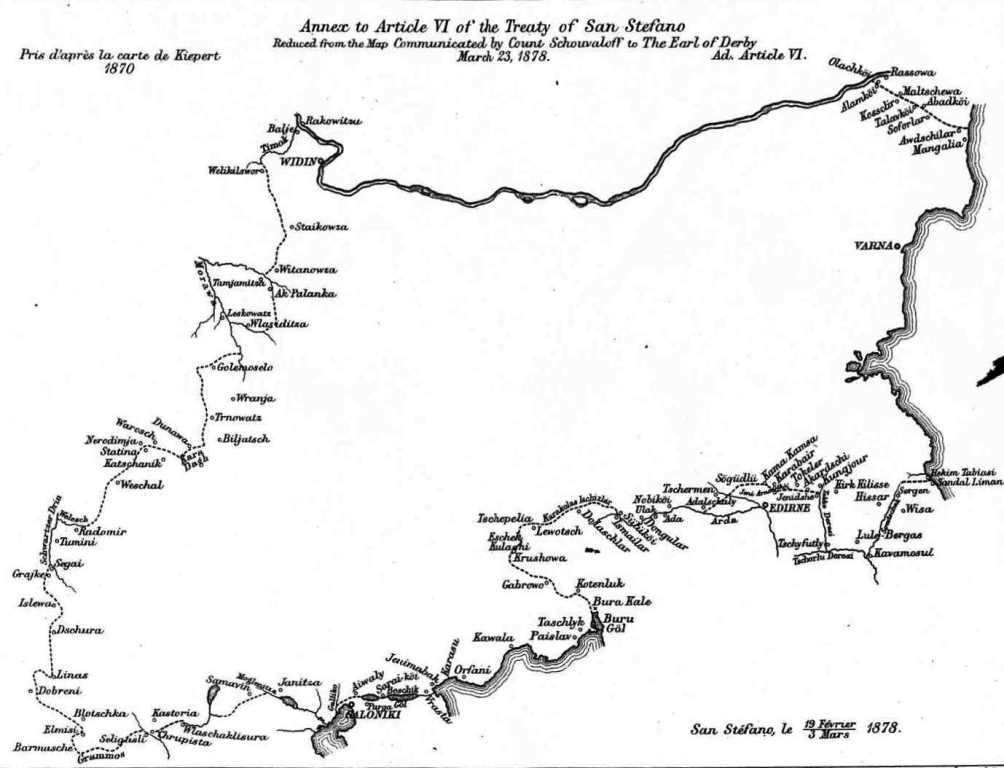
Anexă a tratatului, arătând graniţele noului Principat Bulgăresc.
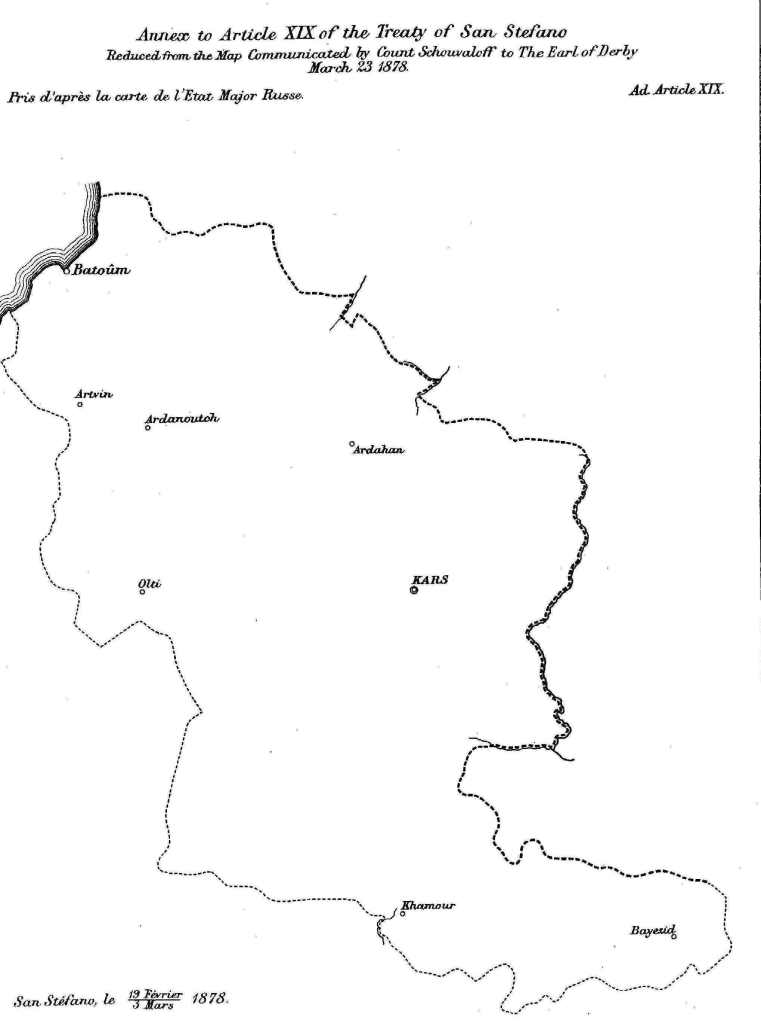
Anexă a tratatului, arătând schimbările teritoriale din Caucaz.